# Asteron reticulatum
Asteron reticulatum är en spindelart som beskrevs av Rudy Jocqué 1991. Asteron reticulatum ingår i släktet Asteron och familjen Zodariidae. Inga underarter finns listade.